# Auggenthal (Gemeinde Haugsdorf)
Auggenthal ist eine Ortschaft und eine Katastralgemeinde der Marktgemeinde Haugsdorf im Bezirk Hollabrunn in Niederösterreich. Die Ortschaft hat 311 Einwohner (Stand 1. Jänner 2024). Bis Ende 1965 war Auggenthal eine eigenständige Gemeinde.

## Geografie
Das zwischen Haugsdorf und Jetzelsdorf gelegene Dorf wird im Norden von der Pulkau gestreift. Durch den Ort führt die Pulkautal Straße.

## Geschichte
Im Jahr 1822 wurde der Ort als Dorf mit 32 Häusern genannt, das nach Haugsdorf eingepfarrt war, wohin auch die Kinder eingeschult wurden. Die Herrschaft Haugsdorf besaß die Ortsobrigkeit, übte die Landgerichtsbarkeit aus und besorgte die Konskription. Die Untertanen und Grundholde des Ortes gehörten den Herrschaften Haugsdorf und Kadolz sowie der Predigerorden in Retz.
Laut Adressbuch von Österreich waren im Jahr 1938 in der Ortsgemeinde Auggenthal ein Binder, zwei Friseure, zwei Gastwirte, fünf Gemischtwarenhändler, ein Schmied, zwei Schuster und drei Tischler ansässig.
Mit 1. Jänner 1966 wurde die bis dahin selbständige Gemeinde nach Haugsdorf eingemeindet.

## Persönlichkeiten
- Josef Gammer (1859–1933), Weinbauer, Politiker und Abgeordneter zum Landtag von Niederösterreich